# Laserkirurgi
Laserkirurgi er kirurgi ved hjælp af computerstyret laser, som er ekstremt præcis til at operere og skære med.

## Laserkirurgi til øjenoperationer
Laserkirurgi ved øjenoperationer bruger man bl.a. LASIK, iristracking, Femto-LASIK, iLASIK, LASEK, PRK samt anden refraktiv kirurgi